# Телиптерис
Телиптерис (лат. Thelypteris) — род папоротников семейства Телиптерисовые (Thelypteridaceae) порядка Многоножковые (Polypodiales).

## Описание
Многолетние растения высотой от 30 до 60 см. Корневища длинные и тонкие. Пластинка вайи удлинённо-ланцентна, длиннее или равна черешку. Спороносные доли по краям загнуты вниз. Нижняя поверхность жилок перьев покрыты обычно редкими полуприлегающими волосками.

## Виды
По информации базы данных The Plant List (на июль 2016) род включает 433 вида, по другим данным до 800 видов
Название вида Телиптерис болотный (Thelypteris palustris) признан синонимом названию Thelypteris confluens (Thunb.) C.V. Morton